# بودیی
بودیی (به مجاری:  Bugyi) یک منطقهٔ مسکونی در مجارستان است که در ناحیه داباش واقع شده‌است. بودیی ۱۱٬۵۵۵ کیلومتر مربع مساحت و ۵٬۲۷۲ نفر جمعیت دارد.